# Cromer-Komplex
| ❮ | System        | Serie      | Stufe        | ≈ Alter (mya) |
| - | ------------- | ---------- | ------------ | ------------- |
| ❮ | Q u a r t ä r | Holozän    | Meghalayum   | 0 ⬍ 0,004     |
| ❮ | Q u a r t ä r | Holozän    | Nordgrippium | 0,004 ⬍ 0,008 |
| ❮ | Q u a r t ä r | Holozän    | Grönlandium  | 0,008 ⬍ 0,012 |
| ❮ | Q u a r t ä r | Pleistozän | Tarantium    | 0,012 ⬍ 0,126 |
| ❮ | Q u a r t ä r | Pleistozän | Chibanium    | 0,126 ⬍ 0,781 |
| ❮ | Q u a r t ä r | Pleistozän | Calabrium    | 0,781 ⬍ 1,806 |
| ❮ | Q u a r t ä r | Pleistozän | Gelasium     | 1,806 ⬍ 2,588 |
| ❮ | früher        | früher     | früher       | älter         |

Der Cromer-Komplex (Synonym: Cromerium) ist ähnlich wie der Saale-Komplex ein mehrere Warmzeiten und Kaltzeiten umfassender Zeitabschnitt des Pleistozäns, dessen Gliederung noch unsicher ist. Es ist der ältere Teil des Mittelpleistozäns (Ionium) und reicht von der Brunhes-Matuyama-Umkehr des Erdmagnetfeldes an der Grenze zum Calabrium, jüngerer Teil des Unterpleistozäns, vor rund 0,786 Millionen Jahren bis zum Beginn der Holstein-Warmzeit vor 0,300 Millionen Jahren. In den Zeitabschnitt des Cromer-Komplexes wird die Günz-Kaltzeit, die erste Vereisung der Alpen gestellt.
Von Clement Reid wurde für eine bei der Ortschaft Cromer in der Grafschaft Norfolk von Ostengland am Küstenkliff unter einer Grundmoräne anstehende geringmächtige präglaziale Schichtenfolge aus limnischen und marinen Sedimenten im Jahre 1882 der Begriff „Cromer Forest-bed“ als stratigraphische Einheit verwendet. Dieser Begriff fand im niederländischen und norddeutschen Raum schnell weite Verbreitung als Bezeichnung für interglaziale Sedimente, die unmittelbar vor der ältesten nordischen Inlandvereisung des Quartärs, der Elster-Kaltzeit, abgelagert worden waren. Nach den erst in den 1960er Jahren begonnenen weiteren Untersuchungen des Cromer Forest-bed sind an den Lokalitäten in Ostengland immer nur Sedimente einer Warmzeit mittelpleistozänen Alters vorhanden, diese könnten aber ein unterschiedliches Alter haben.
In den Niederlanden wird der Cromer-Komplex mittlerweile in vier selbstständige Interglaziale gegliedert, die Interglaziale I (Waardenburg) bis IV (Noordbergum). Das älteste Interglazial I gehört aber vermutlich noch ins Altpleistozän und unsicher ist, mit welchem die warmzeitliche Serie von Ostengland altersgleich ist. Außerdem sind von den Interglazialen meist nur Teile vorhanden, so dass die Korrelation mit den Vorkommen im angrenzenden nordwestdeutschen Gebiet unsicher ist.
In Nordwestdeutschland umfasst, basierend auf der über dem Salzstock von Gorleben erbohrten vertikalen Abfolge, der Cromer-Komplex nach derzeitigen Stand fünf Warmzeiten und vier Kaltzeiten. Die dabei angetroffenen ältesten warmzeitlichen Schichten sollen mit der bei Elze erbohrten Osterholz-Warmzeit altersgleich sein. Darüber liegende Schichten mit einer warmzeitlichen Vegetationsabfolge könnten mit der bei Hunteburg erbohrten Hunteburg-Warmzeit parallelisiert werden. Höher folgen weitere zwei Schichtfolgen mit einem warmzeitlichen Vegetationsbild, die noch nicht mit Namen belegt wurden. Den oberen Abschluss bilden Sedimente, die mit der bei Bilshausen angetroffenen Rhume-Warmzeit parallelisiert werden.
Die beim ehemaligen Dorf Mosbach, heute zum Stadtgebiet von Wiesbaden gehörend, in den Mosbach-Sanden im Jahre 1845 entdeckte eiszeitliche Großsäugerfauna hat ebenfalls ein cromerzeitliches Alter, es ist eine der bedeutendsten Fossillagerstätten Deutschlands. Die Mosbach-Sande gehören zu einer komplizierten Abfolge von Ablagerungen des Rheins und des Mains. Die Hauptfundschicht wurde nach den Untersuchungen der Kleinsäugerfauna im „Cromer-Interglazial III“ abgelagert.
In Mitteldeutschland sind bisher nur zwei Vorkommen aus dem Cromer-Komplex bekannt geworden. Die in der Ziegeleigrube Voigtstedt bei Artern palynologisch nur lückenhaft erhaltene Voigtstedt-Warmzeit ist in ihrer Altersstellung unsicher, meist wird sie in den älteren Zeitabschnitt des Cromer-Komplexes gestellt. Der in der Ziegeleigrube Mahlis bei Wermsdorf in den 1970er Jahren näher untersuchte und 10 m mächtige Löß umfasst größere Teile des Cromer-Komplexes. Die basale Tonmudde wurde nach dem palynologischen Befund unter kaltzeitlichem Klima abgelagert und sie enthält die karpologischen Reste einer reichen Flora. In den basalen Schichten wurde die Bruhnes-Matuyama-Umkehr nachgewiesen und bedeckt wird die durch fossile Böden gegliederte Lößserie von Grundmoräne. Während die Lößschichten in Kaltzeiten abgelagert wurden, sprechen die Merkmale der drei eingelagerten Paläoböden für ein warmzeitliches Klima. Die sich daraus ergebende Dreigliederung kann derzeit mit der niederländischen und der nordwestdeutschen Gliederung des Cromer-Komplexes nicht in Übereinstimmung gebracht werden.